# Муринов, Владимир Яковлевич
Владимир Яковлевич Муринов (1863—1919) — прозаик, публицист, издатель и книготорговец.

## Биография
Родился в семье смотрителя Калужской тюрьмы, надворного советника — Якова Андреевича. Детские годы провёл в селе Слядневе у деда по отцу — священника. Окончил Калужскую губернскую гимназию (1883). Окончил историко-филологический факультет Императорского Московского университета со степенью кандидата (1888). Участвовал в работе Московского комитета грамотности (1891—1896). Преподавал в московских гимназиях (до 1892). Преподавал в мужской воскресной школе при Московско-Казанской железной дороге (1891—1892), где познакомился с А. М. Блекловой, ставшей его женой.
Вместе с женой Муринов занимался книготорговой и книгоиздательской деятельностью (1892—1899). Издавая отечественную художественную литературу, семейное предприятие приобрело репутацию одной из «наиболее симпатичных и деятельных издательских „интеллигентных“ фирм». В мае 1895 года Муринов подвергся аресту и предварительному заключению сроком в один месяц по делу «о преступном кружке…, имевшем целью покушение на жизнь» императора. Причастность Муринову к кружку не подтвердилась, но за хранение революционных изданий в феврале 1896 года за Муриновым был установлен гласный надзор на один год и он был выслан в Тулу. Через год за Муриновым установили негласный надзор с запрещением проживания в столицах. По распоряжению московского обер-полицмейстера 3 мая 1899 года книжный склад Муриновых был закрыт.
В конце 1898 года стал членом редакции журнала «Жизнь», где заведовал литературным отделом. В газете «Сын Отечества» Муринов напечатал (1897 и 1899) несколько передовых статей по народному образованию. Муринов был членом Союза взаимопомощи русских писателей (с 1899), Вольного экономического общества. По данным Департамента полиции (1900) Муринов был «одним из наиболее серьёзных деятелей радикально-оппозиционной группы» и был косвенно связан с Союзом борьбы за освобождение рабочего класса. После ареста в апреле-мае 1901 года и запрещении жить в столицах, столичных губерниях и университетских городах Муринов уехал с женой в Париж. За границей участвовал в возобновлённой (с апреля 1902 года) журнала «Жизнь», в связи с чем по циркуляру Департамента полиции в 1905 году при возвращении в Россию был на границе арестован и заключён в Ковенскую тюрьму, откуда был освобождён после манифеста 17 октября 1905 года. Член редакции журнал «Журнал для всех» (1906).
Основным жанром прозы Муринова был беллетризованный очерк, автор в сюжетах своих произведений, как правило, не выходил за рамки им виденного и пережитого. Первый большой рассказ «Сахар Степаныч» (1896), явно навеянный впечатлениями детства, — трагическая история старого тюремного надзирателя Захара Степановича, обманутого сбежавшим арестантом, самого арестованного за эту провинность и повесившегося в камере.
Произведения: повесть «Воскресники» (1900); рассказы «Горе-просветитель» (1897), «Григорий Ефимович» (1901), «Скандал» (1902), «Ликвидация» (1910), «Ручеёк» (1913), «Пудель Жак» (1914); очерки «Ночь» (1904), «Одиночество» (1909). Многие из опубликованных ранее произведений составили сборник Муринова «В сумерках жизни. Рассказы и очерки» (1910).
Умер от воспаления лёгких в 1919 году; похоронен в Калуге на Пятницком кладбище.